# Mtarfa
Mtarfa (lub Imtarfa) – jedna z jednostek administracyjnych na Malcie. Mieszka tutaj 2 572 osób. Tereny Mtarfy do 2000 roku były częścią Rabatu. Znajdują się tu Chadwick Lakes, zespół stawów i tam.

## Turystyka
- Kościół św. Oswalda (St Oswald's Church) z 1921 roku
- Kościół św. Łucji (Church of St Lucy)
- Kaplica św. Łucji (Chapel of St Lucy)
- RNH Mtarfa, budynek dawnego brytyjskiego szpitala

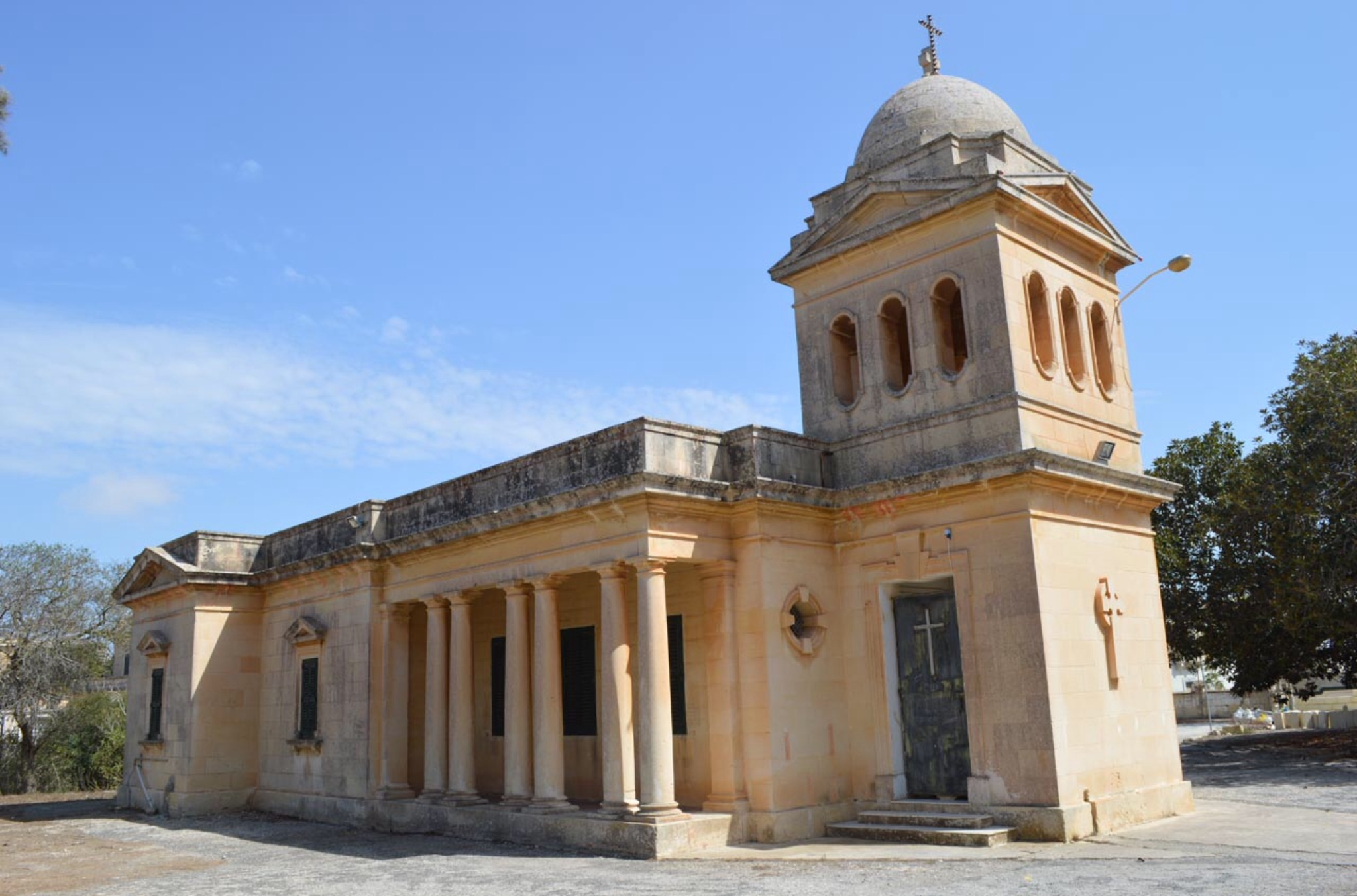
Kościół św. Oswalda
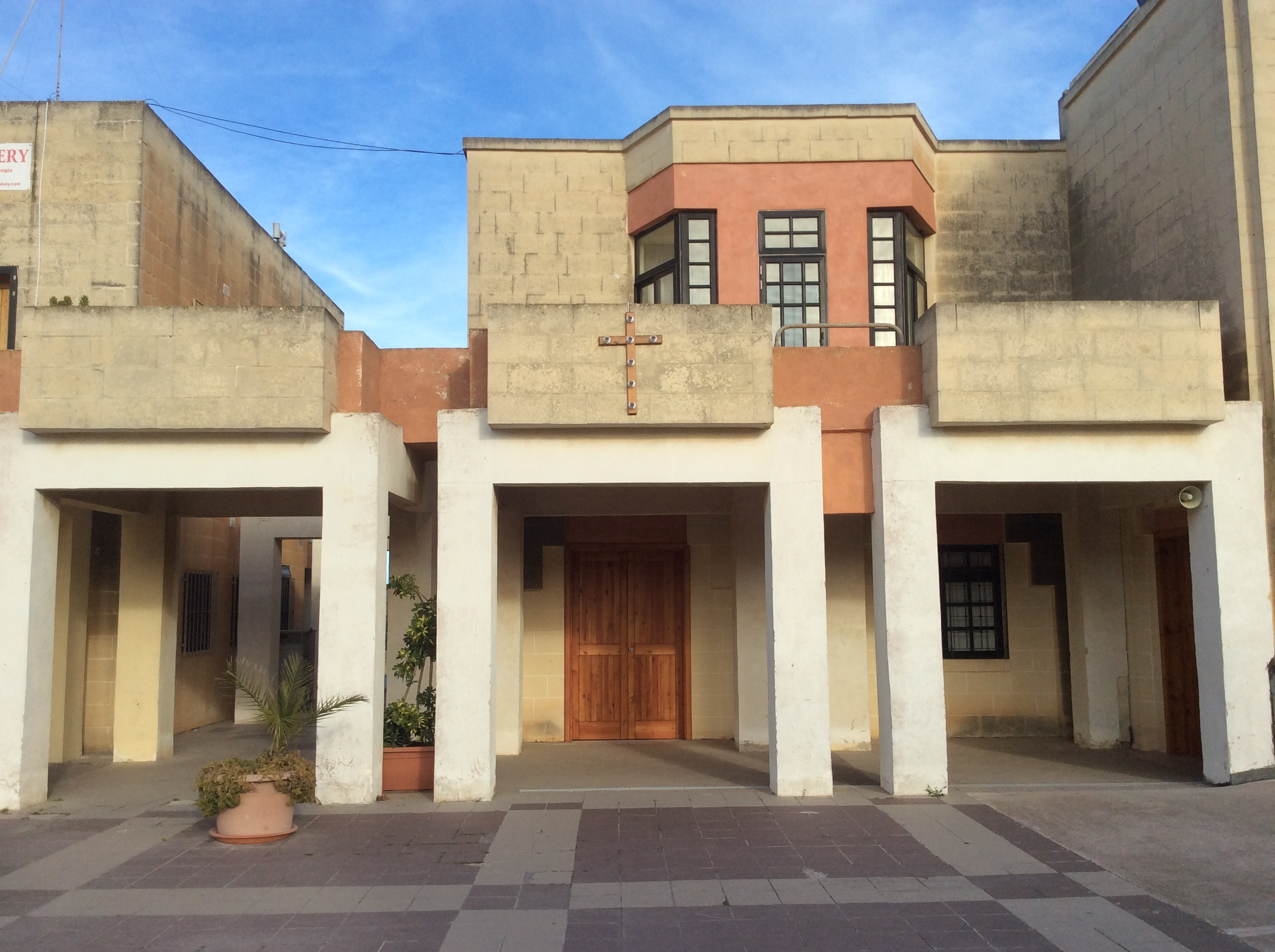
Kościół św. Łucji
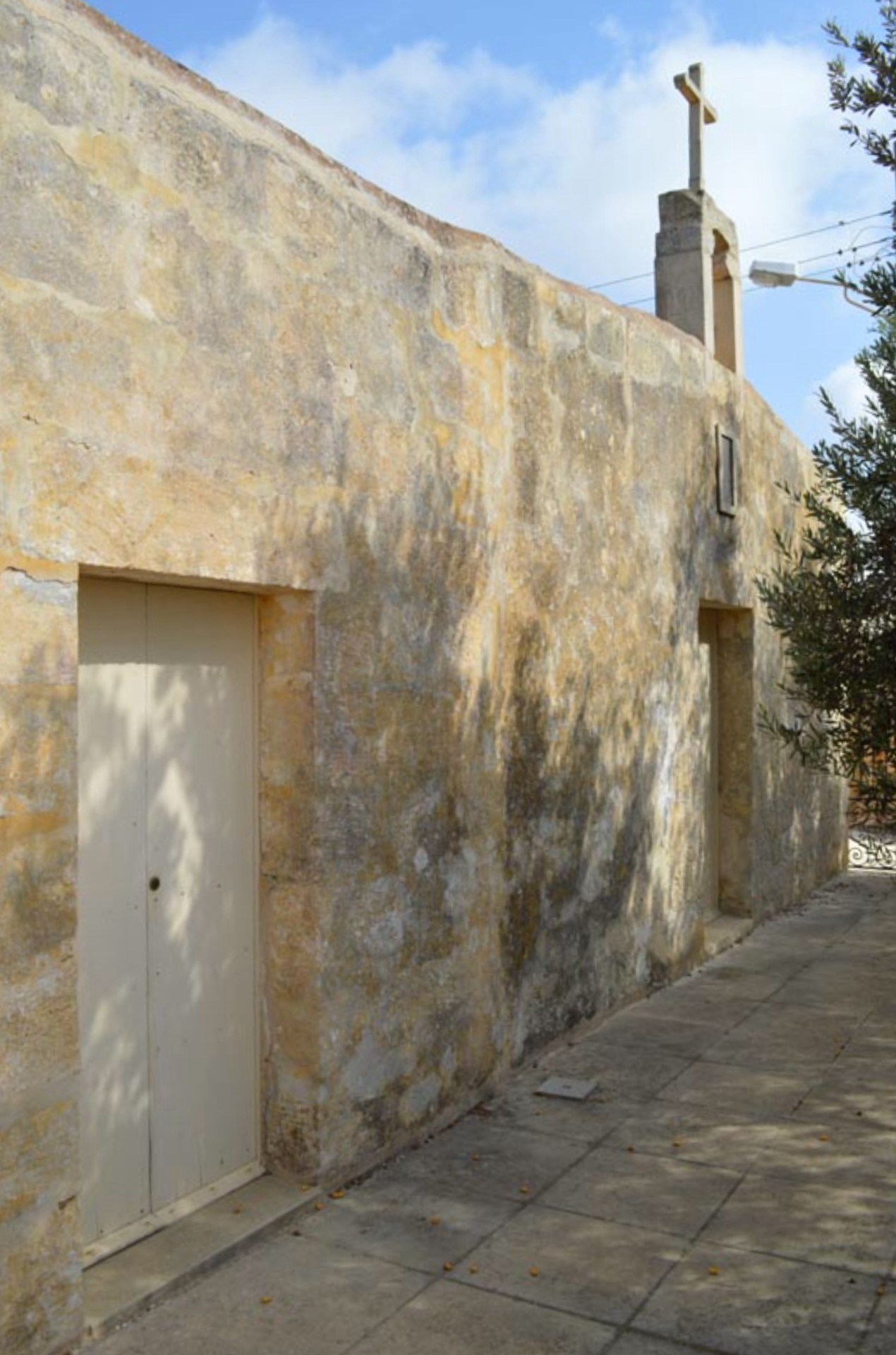
Kaplica św. Łucji
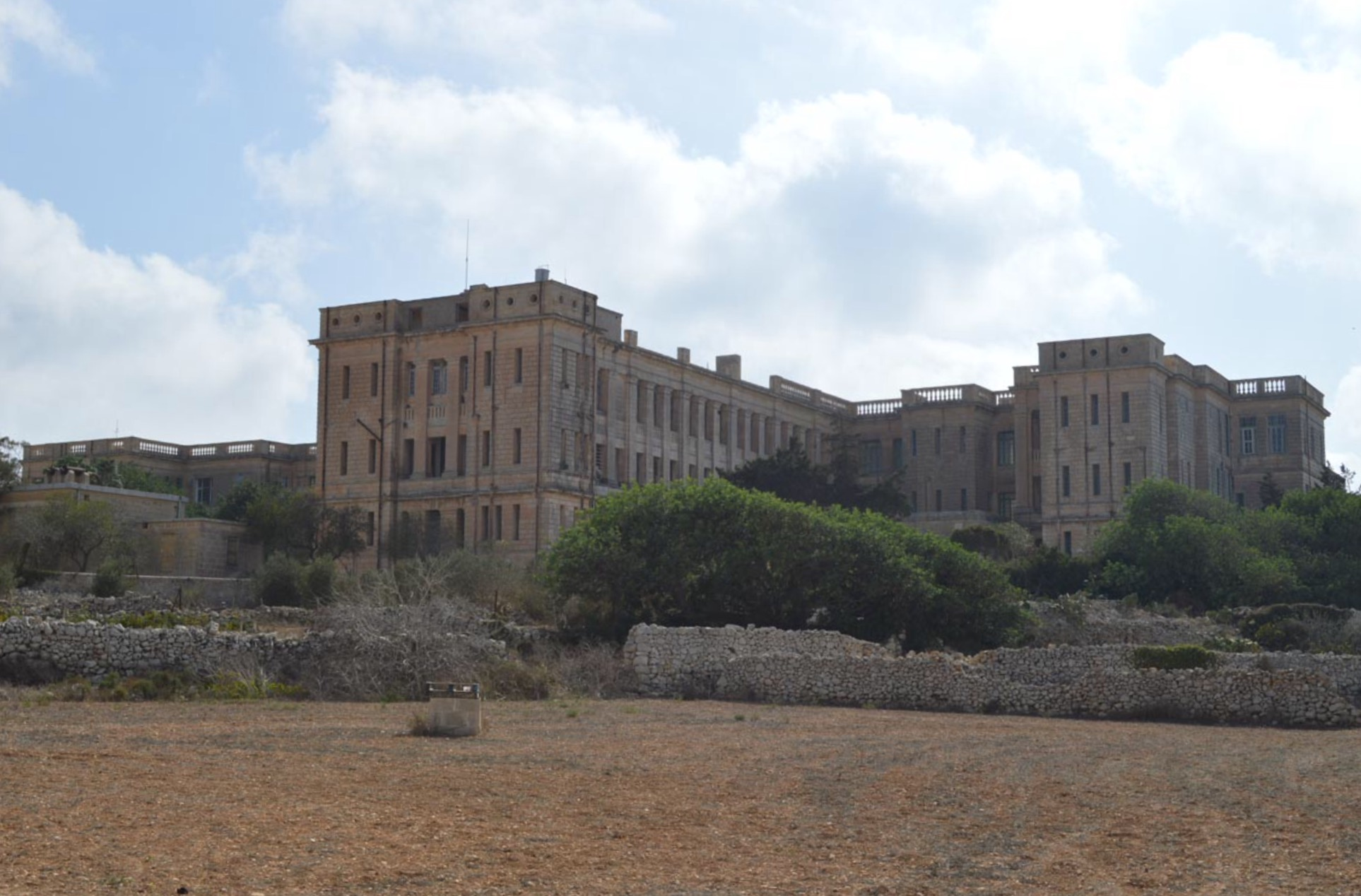
RNH Mtarfa
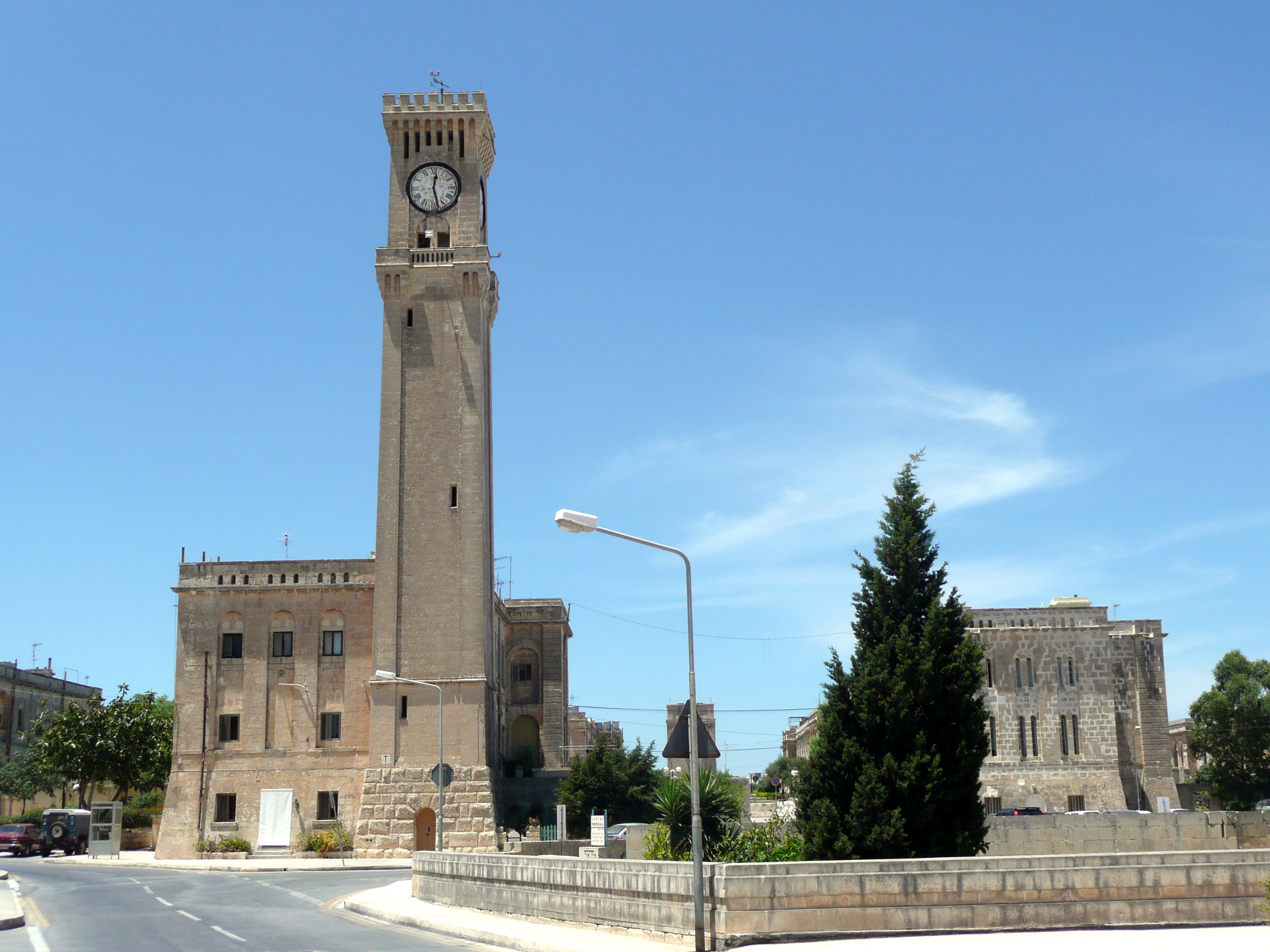
Wieża zegarowa

## Sport
W miejscowości funkcjonuje klub piłkarski Mtarfa F.C. Powstał w 2006 roku. Obecnie gra w ostatniej maltańskiej lidze. Położony tutaj jest stadion Rabat Ajax Football Ground, na którym mecze rozgrywa drużyna z sąsiedniej gminy - Rabat Ajax.

## Znane osoby
- Andy Partridge, brytyjski muzyk, lider zespołu popowego XTC
- Mark Loram, brytyjski żużlowiec